# Mirra Andreeva
Mirra Aleksandrovna Andreeva (în rusă Мирра Александровна Андреева; n. 29 aprilie 2007, Krasnoiarsk, Rusia) este o tenismenă rusă. Cea mai bună clasare a sa la simplu este locul 5 mondial, în iulie 2025, iar la dublu, locul 13 mondial, în iunie 2025. A câștigat trei titluri pe circuitul WTA, dintre care două WTA 1000, Dubai Championships 2025 și Indian Wells Masters 2025.
A câștigat medalia de argint la Jocurile Olimpice de la Paris din 2024 la dublu feminin cu partenera Diana Shnaider.

## Carieră

### 2022: Debut WTA
Andreeva și-a făcut debutul pe tabloul principal al turneului WTA la Jasmin Open 2022, după ce a primit un wildcard pentru evenimentul de simplu.

### 2023: Debutul la Grand Slam și WTA 1000 și runda a patra, top 50

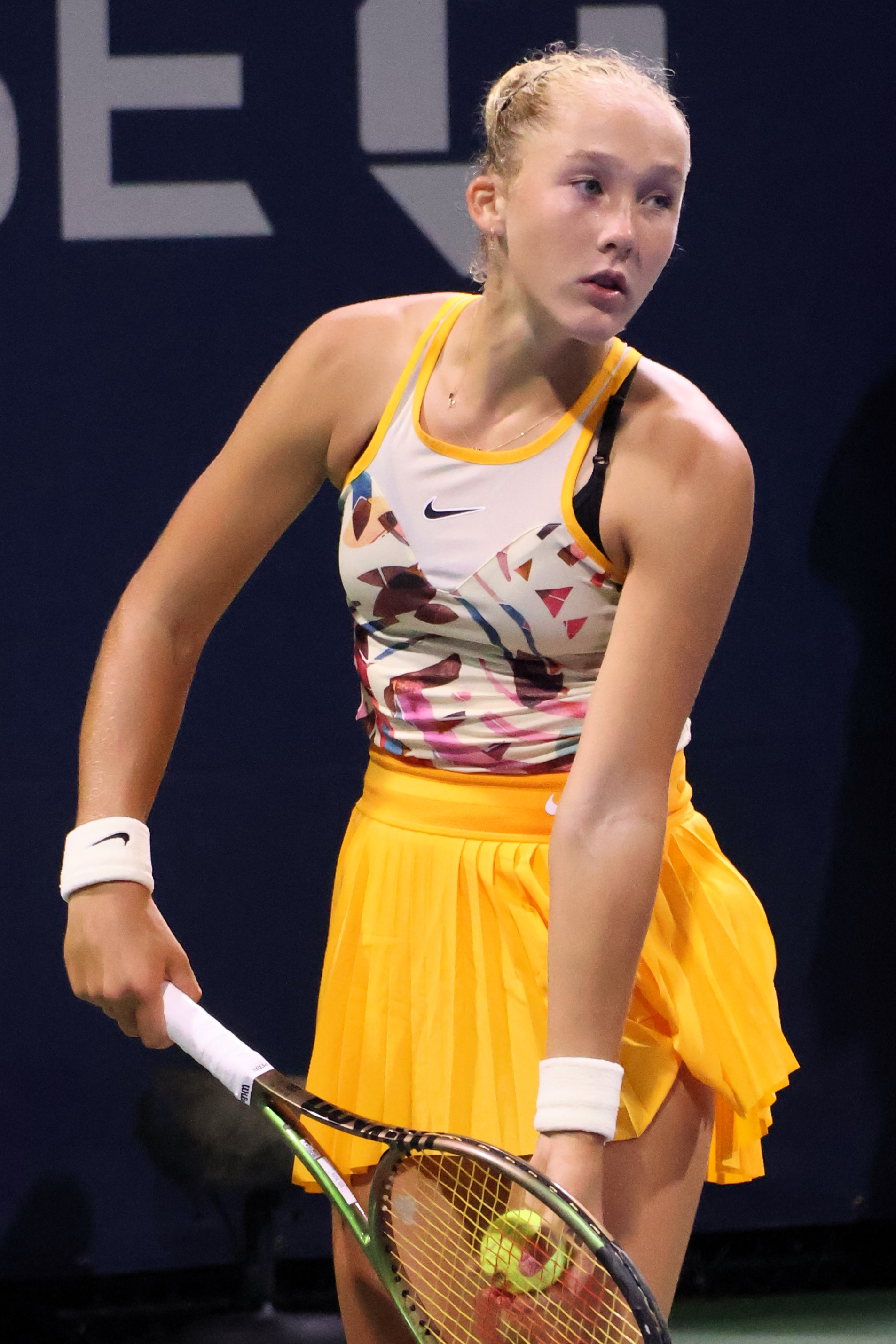
Andreeva la US Open 2023

În ianuarie 2023, ea a ajuns în finala Australian Open la juniori, pierzând în cele din urmă în fața Alinei Korneeva. La 15 ani, pe locul 194, Andreeva a primit un wildcard pe tabloul principal al WTA 1000 Madrid Open 2023 și a câștigat primul ei meci WTA împotriva lui Leylah Fernandez. Cu această victorie, ea a devenit a treia cea mai tânără jucătoare care a câștigat un meci pe tabloul principal la un turneu WTA 1000, după Coco Gauff și CiCi Bellis. Apoi a învins-o favorita nr. 13 Beatriz Haddad Maia, pentru primul ei victorie în top-20, ajungând în runda a treia și devenind a șaptea în lista celor mai tinere jucătoare care a învins o adversară din Top-20 înainte de a împlini vârsta de 16 ani.
Pe locul 143, ea s-a calificat pe tabloul principal pentru debutul ei la un turneu de Grand Slam la Openul Francez din 2023. Ea a învins-o pe Alison Riske înregistrând prima ei victorie majoră. Apoi a învins-o pe Diane Parry pentru a ajunge pentru prima dată în runda a treia la un Major. Drept urmare, ea a devenit cea mai tânără jucătoare care a atins această piatră de hotar de la Sesil Karatancheva, în vârstă de 15 ani, în 2005 și a șaptea jucătoare din ultimii 30 de ani care a făcut acea lucru la Roland Garros înainte de a împlini 17 ani. A devenit și cea mai tânără jucătoare din ultimii 30 de ani aflată în top-100 după ce a urcat 45 de poziții în clasamentul WTA.
Ea și-a făcut debutul pe tabloul principal la Wimbledon 2023, după ce a jucat trei runde de calificare. A ajuns în runda a treia învingând-o pe Wang Xiyu și pe favorita nr. 10, Barbora Krejčíková, pentru cea mai mare victorie din cariera ei. În continuare, a învins-o pe compatrioata sa, favorita nr. 22 Anastasia Potapova pentru a ajunge în optimi, devenind cea mai tânără jucătoare de la Coco Gauff care a atins această piatră de hotar la All England Club. Ca urmare, a urcat în clasament până în top 70. La US Open, Andreeva a câștigat meciul din prima rundă, înainte de a pierde în runda a doua în fața viitoarei campioane Coco Gauff. A atins un nou maxim al carierei, locul 57, la 11 septembrie 2023. La China Open, a ajuns în runda a patra ca jucătoare venită din calificări, pierzând în fața Elenei Rîbakina, și a urcat în clasament până în top 50.

### 2024: Semifinală majoră, primul titlu WTA, argint olimpic la dublu, top 20
La Brisbane International, Andreeva a câștigat primele trei meciuri pentru a ajunge în primul sfert de finală WTA, eliminând-o pe parcurs pe Liudmila Samsonova, cap de serie nr. 4 și jucătoare din top 20.
La Australian Open 2024 le-a învins pe Bernarda Pera, Ons Jabeur, cap de serie nr. 6 și Diane Parry, pentru a a avansa în runda a patra, la debutul său la acest turneu major. Victoria împotriva lui Jabeur a fost prima ei victorie în top 10; la vârsta de 16 ani și 263 de zile, Andreeva a fost cea mai tânără jucătoare din era deschisă care a învins o favorită din top 10 în care primul set la un Grand Slam a fost câștigat la 0. Ea a fost, de asemenea, a doua cea mai tânără jucătoare din era deschisă care a pierdut mai puțin de trei game-uri împotriva unei favorite din top 10 la un turneu Major. Cea mai tânără a fost Jelena Dokic, când a învins-o pe numărul 1 mondial Martina Hingis în prima rundă la Wimbledon 1999. În runda a treia, a învins-o pe Diane Parry după ce a fost condusă cu 1-5 în ultimul set și a salvat o minge de meci. A fost a patra jucătoare din ultimii 30 de ani care a ajuns în runda a patra la simplu înainte de a împlini 17 ani atât la Wimbledon, cât și la Australian Open, după Martina Hingis, Tatiana Golovin și Coco Gauff. Ulterior, a pierdut în runda a patra în fața favoritei nr. 9, Barbora Krejčíková, într-un alt meci de trei seturi.
La Roland Garros, Andreeva a ajuns în prima semifinală de Grand Slam cu victorii în fața Eminei Bektas, a Victoriei Azarenka, cap de serie nr. 19, a lui Peyton Stearns, a Varvarei Gracheva și a Arinei Sabalenka (nr. 2). Acest lucru a făcut-o cea mai tânără jucătoare care a ajuns în runda a patra a unui Grand Slam pe toate cele trei suprafețe de la Anna Kournikova în 1998 și cea mai tânără jucătoare care a ajuns în semifinale la Roland Garros de la Martina Hingis în 1997. Ca urmare, ea a ajuns în top 25 la 10 iunie 2024, fiind numărul 23 mondial. La dublu, în cadrul aceluiași turneu, a ajuns până în sferturile de finală în pereche cu Vera Zvonareva.
Aflată pe locul 24, Andreeva a fost eliminată de la Wimbledon în prima rundă, pierzând în fața Brendei Fruhvirtová, 6–1, 3–6, 2–6. În iulie, la Iași Open, ea a câștigat primul său titlu din carieră, învingând-o pe Elina Avanesyan în finală, când adversara sa s-a retras accidentată în timpul setului al treilea.
După ce a ajuns în sferturile de finală ale turneului WTA 1000 China Open, Andreeva a ajuns în top 20 pe 7 octombrie 2024, devenind cea mai tânără jucătoare care atinge acest prag de la Nicole Vaidišová, în vârstă de 17 ani, în octombrie 2006. Mai târziu în aceeași lună, a ajuns în finala Ningbo Open, dar a pierdut în trei seturi în fața Dariei Kasatkina.

### 2025: Cea mai tânără campioană WTA 1000, top 10
Împreună cu Diana Shnaider, Andreeva a câștigat primul său titlu WTA de dublu la Brisbane International, învingându-le în finală pe Priscilla Hon și Anna Kalinskaya. Ea a ajuns și în semifinalele de simplu la același turneu, pierzând în fața numărului 1 mondial și a viitoarei campioane, Arina Sabalenka, după ce a trecut de Anna Blinkova, Linda Nosková și Ons Jabeur. Ca urmare, la 6 ianuarie, ea a ajuns pe locul 15 mondial, cel mai bun din carieră.
Cap de serie 14 la Australian Open, Andreeva a înregistrat victorii împotriva lui Mariei Bouzková, Moyuka Uchijima și Magdalena Fręch, cap de serie 23, pentru a ajunge în runda a patra pentru al doilea an consecutiv. Într-o repetare a meciului lor de la Brisbane cu două săptămâni mai devreme, ea a pierdut în fața favoritei principale și campioanei în exercițiu Arina Sabalenka.
La Dubai Tennis Championships 2025, cap de serie numărul 12, Andreeva a ajuns în prima semifinală WTA 1000 din carieră, învingând două foste câștigătoare de Grand Slam, Marketa Vondrousova și numărul 2 mondial Iga Swiatek, devenind cea mai tânără jucătoare care a înregistrat victorii împotriva mai multor campioane majore, la nivelul 1000 și, de asemenea, cea mai tânără care a ajuns în faza ultimelor patru din istoria turneului. Apoi a învins o altă câștigătoare majoră, Elena Rîbakina, a șasea favorită, pentru a ajunge în prima sa finală WTA 1000, fiind cea mai tânără jucătoare care reușește acest lucru de la introducerea formatului în 2009. A învins-o pe Clara Tauson în finală și a ajuns în top 10 la 24 februarie 2025, devenind cea mai tânără care reușește acest lucru de la Nicole Vaidisova în 2007.
La Indian Wells, ea a ajuns în două semifinale consecutive, devenind cea mai tânără jucătoare care a ajuns în semifinale WTA 1000 multiple și consecutive. În finală, ea a învins-o pe Arina Sabalenka cu 2-6, 6-4, 6-3 pentru a deveni campioana de simplu feminin de la Indian Wells din 2025.

## Viață personală
Sora ei, Erika Andreeva, este tot jucătoare de tenis. Ele sunt din Krasnoiarsk, dar s-au mutat la Moscova pentru antrenament. Din 2022, ea și Erika s-au antrenat la Elite Tennis Center din Cannes, Franța, fosta bază de antrenament a lui Daniil Medvedev.

## Rezultate
| C | F | SF | QF | #R | RR | Q# | P# | DNQ | A | Z# | PO | Au | Ag | Br | NMS | P | NH |

| Turneu               | 2022 | 2023 | 2024  | 2025  | SR                 | C–P                | Victorii %         |
| -------------------- | ---- | ---- | ----- | ----- | ------------------ | ------------------ | ------------------ |
| Turnee de Grand Slam |      |      |       |       |                    |                    |                    |
| Australian Open      | A    | A    | 4R    | 4R    | 0 / 2              | 6–2                | 75%                |
| French Open          | A    | 3R   | SF    | QF    | 0 / 3              | 11–3               | 79%                |
| Wimbledon            | A    | 4R   | 1R    | QF    | 0 / 2              | 7–3                | 70%                |
| US Open              | A    | 2R   | 2R    |       | 0 / 2              | 2–2                | 50%                |
| Câștigat–pierdut     | 0–0  | 6–3  | 9–4   | 11–3  | 0 / 9              | 26–10              | 72%                |
| Turnee WTA 1000      |      |      |       |       |                    |                    |                    |
| Qatar Open           | A    | NTI  | A     | 2R    | 0 / 1              | 1–1                | 50%                |
| Dubai                | A    | A    | 1R    | C     | 1 / 2              | 6–1                | 86%                |
| Indian Wells Open    | A    | A    | 1R    | C     | 1 / 2              | 6–1                | 86%                |
| Miami Open           | A    | A    | A     | 3R    | 0 / 1              | 1–1                | 50%                |
| Madrid Open          | A    | 4R   | QF    | QF    | 0 / 3              | 10–3               | 77%                |
| Italian Open         | A    | A    | 1R    | QF    | 0 / 2              | 3–2                | 60%                |
| Canadian Open        | A    | A    | A     | 3R    | 0 / 1              | 0–1                | 0%                 |
| Cincinnati Open      | A    | A    | QF    |       | 0 / 1              | 3–1                | 75%                |
| Guadalajara Open     | A    | A    | NTI   |       | 0 / 0              | 0–0                | –                  |
| Wuhan Open           | NH   | NH   | 2R    |       | 1 / 1              | 1–1                | 50%                |
| China Open           | NH   | 4R   | QF    |       | 0 / 2              | 5–2                | 50%                |
| Câștigat–pierdut     | 0–0  | 5–2  | 11–7  | 20–4  | 2 / 24             | 36–13              | 73%                |
| Statistică carieră   |      |      |       |       |                    |                    |                    |
|                      | 2022 | 2023 | 2024  | 2025  | SR                 | C–P                | Victorii %         |
| Turnee               | 1    | 7    | 17    | 14    | Total carieră: 39  | Total carieră: 39  | Total carieră: 39  |
| Titluri              | 0    | 0    | 1     | 2     | Total carieră: 3   | Total carieră: 3   | Total carieră: 3   |
| Finale               | 0    | 0    | 2     | 2     | Total carieră: 4   | Total carieră: 4   | Total carieră: 4   |
| Total                | 0–1  | 13–7 | 34–16 | 36–12 | 3 / 39             | 83–36              | 70%                |
| Victorii %           | 0%   | 65%  | 68%   | 75%   | Total carieră: 70% | Total carieră: 70% | Total carieră: 70% |
| Clasament sf anului  | 405  | 46   | 16    |       | 6.633.201 $        | 6.633.201 $        | 6.633.201 $        |